# العلم وآفاق المستقبل
العلم وآفاق المستقبل هو كتاب تم نشره عام 1987 للكاتب إسحق عظيموف والذي قال عنه في مقدمة الكتاب «لقد كتبت حتي الآن 329 مقالة علمية لمجلة الإبداع والخيال العلمي، بواقع مقالة في كل عدد شهري على مدى 27 سنة تقريبا بلا انقطاع . وقد حرصت على جمع كل ست مقالات في كتيب، وبعض المقالات مكررة في أكثر من كتيب، غير أن هذا الكتاب العلم وآفاق المستقبل يضم آخر 17 مقالة من رقم 313 حتي 329» .
وقد قامت الهيئة المصرية العامة للكتاب بنشر النسخة العربية له بترجمة الدكتور السيد عطا عام 1995 ضمن سلسلة الألف كتاب الثاني.

## المحتوى

### الجزء الأول
الكيمياء الطبيعية ويتكون من خمس فصول :
1. بالتخليق وليس بالاكتشاف .
2. الملح والبطارية .
3. أمور جارية .
4. دفع الخطوط .
5. أشرقي أيتها الشمس المبشرة .

### الجزء الثاني
الكيمياء الحيوية ويتكون من خمس فصول :
1. السم في السالب .
2. اقتناء الأثر .
3. العنصر الشيطاني .
4. قليل من مواد التخمير .
5. فصل الكيمياء الحيوية .

### الجزء الثالث
الكيمياء الأرضية ويتكون من فصل واحد فقط .
1. بعيدا، بعيدا إلى أسفل .

### الجزء الرابع
الفلك ويتكون من ست فصول .
1. الوقت في غير موعده .
2. اكتشاف الفراغ .
3. كيمياء الفراغ .
4. قاعدة كثرة الضئيل .
5. النجوم العملاقة .
6. العلم وآفاق المستقبل .

## وصلات خارجية
- Asimovonline.com